# Erdschleife
Eine Masseschleife oder Brummschleife, bei Beteiligung einer Erdung auch Erdschleife genannt, ist in der Elektrotechnik eine zu einer Leiterschleife geschlossene Masseverbindung einer elektrischen Verkabelung oder Verdrahtung. Ein eingekoppelter Störstromfluss erzeugt aufgrund der unvermeidlichen Impedanz der Schleife einen ungewollten Spannungsabfall im Signalpfad. Dieser Spannungsabfall addiert sich als Störsignal zum Nutzsignal. Der Störstrom kann über eine gemeinsame Impedanz mit einem Störstromkreis oder induktiv über magnetische Wechselfelder in den Nutzstromkreis eingekoppelt werden.

## Vorkommen
Ein durch das Stromnetz verursachtes niederfrequentes Störsignal kann sich z. B. in tontechnischen Anlagen als ungewollter, störender Brummton äußern. Bei Messgeräten und Sensoren verfälscht das Störsignal Oszillogramme oder Messsignale. Je nach Ursache enthält das Störsignal die Netzfrequenz (50 Hz oder 60 Hz) und einen mehr oder weniger hohen Anteil an deren Oberschwingungen bzw. Harmonischen. Dabei treten ungeradzahlige Harmonische (in Europa 150 Hz, 250 Hz usw.) und (z. B. bei Beteiligung von Netzgleichrichtern) auch geradzahlige Harmonische (in Europa 100 Hz, 300 Hz usw.) auf. Oft ist die Netzgrundfrequenz selbst in Audioanlagen kaum oder nicht zu hören, da sie an der Untergrenze des NF-Übertragungsbereiches liegt.
(Gleichstrom-)Straßenbahnoberleitungen und deren Speiseleitungen und Schienen können Stör-Magnetfelder bei 300 Hz verursachen, die im Unterwerk beim Gleichrichten aus dem Drehstromnetz entstehen (Rippelstrom).

## Ursachen

Erdschleife mit einem Signal-Sender (z. B. CD-Player) und einem Empfänger (z. B. Verstärker)

Die Übertragung elektrischer Signale, gleich ob analog oder digital, bedingt die Mitübertragung eines Referenz- oder Bezugspotentials, salopp auch Rückleitung genannt. Dies ist bei  symmetrischen Signalen die andere Ader (analoges Telefon: a- gegen b-Ader) oder bei asymmetrischen Signalen die Masse. Sind die Bezugspotentiale miteinander verbundener Geräte ungleich, entsteht ein Störsignal in der Höhe des Bezugspotentialunterschieds.
Verbindet man z. B. die Masse zweier Geräte über eine Leitungsabschirmung, und sind die Geräte-Massen zugleich über die Schutzkontakte der Steckdosen (Schutzklasse I) verbunden, so entsteht ein geschlossener Stromkreis (im Bild gelb hervorgehoben). Die Wirkung aller magnetischen Wechselquellen (Transformatoren von Netzteilen, Elektromotoren, Drosseln usw.) der Umgebung auf diese Leiterschleife lässt sich mit der auf eine kurzgeschlossene (genauer: niederohmig belasteten) Sekundärwicklung eines Transformators vergleichen.
Wie durch das ohmsche Gesetz beschrieben, erzeugt der Strom {\displaystyle I_{M}}, der durch die Masseverbindung fließt, über dem Widerstand (also der eingangs erwähnten Impedanz) der Masseverbindung {\displaystyle R} (Kontaktwiderstand + Kabelwiderstand) eine Störspannung {\displaystyle U_{R}}:
{\displaystyle U_{R}=I_{M}\cdot R}
Das Bezugspotential des Empfängers unterscheidet sich damit um ebendiese Spannung vom Bezugspotential des Senders. {\displaystyle U_{R}} wird als Störsignal dem empfangenen Signal beaufschlagt, womit sich die Spannung {\displaystyle U_{E}} am Empfänger einstellt:
{\displaystyle U_{E}=U_{S}+I_{M}\cdot R}
Masseschleifen entstehen auch ohne Verbindung zum Schutzleiter, etwa in metallischen Schaltschränken oder wenn geerdete Antennen- und Telefonkabel an mehreren Stellen miteinander verbunden sind. Brummschleifen können immer dann entstehen, wenn elektrische Verbindungen mehrfach und auf verschiedenen Wegen bestehen (Vermaschung). Größere Ausgleichsströme können insbesondere dann fließen, wenn sich zwischen verschiedenen Punkten einer Schutzleiterverbindungen (unterschiedliche Stromkreise der Hausinstallation) oder zwischen jenen und einer geerdeten Antennen- oder TV-Kabelanlage großflächige Schleifen bilden.
Abhilfe schafft die differentielle Signalübertragung mit zwei Adern, die an die Erdung der Geräte nicht oder nur an einem einzigen Ort angeschlossen sind (Prinzip beim analogen Telefon).

## Beispiele

### Video- und Tontechnik
Audio-Einzelgeräte (Verstärker, Mischpult, aber auch Computer) sind häufig schutzgeerdet und besitzen eine Verbindung des Schutzleiters zur Signalmasse oder zur Abschirmung. (Bei asymmetrischer Signalübertragung ist die Signalmasse auch Abschirmung). Eine Verbindung der Signalmassen über die Signalkabel führt dann zu einer geschlossenen Erdschleife (s. o.). Die durch die Erdschleife induzierte Spannung können sich direkt zum niederfrequenten Nutzsignal (NF) addieren oder verursachen in Ferrit-Filterspulen eine Amplitudenmodulation im (amplitudenmodulierten) Fernsehsignal. Im zweiten Fall entstehen durch das Bild laufende waagerechte Balken, die eventuell auch fehlende Zeilensynchronisation aufweisen, wenn die Synchronimpulse durch Sättigung der Ferrite verloren gehen.

### Audiogeräte (intern)
Erdschleifen innerhalb von Audiogeräten entstehen durch unsachgemäßes Design: Sind Massepunkte der Eingangsbuchsen und weitere Punkte der Innenschaltung über mehrere Wege miteinander oder dem Schutzleiter verbunden, liegt dieser Fall vor. Häufig fließt auch der Versorgungsstrom nach der Gleichrichtung über einen gemeinsamen Abschnitt der Masseverbindung. Das führt zu Brummgeräuschen – je nach Ursache mit der Netzfrequenz oder dem Doppelten der Netzfrequenz sowie weiteren Harmonischen.

### Computernetze
Insbesondere ältere, asymmetrische Formen der elektronischen Datenübertragung (RS-232, Parallelport, 10BASE2) sind empfänglich für Probleme mit Erdschleifen. Die meist mit Schutzerde (Schutzklasse I) versehenen EDV-Geräte verursachten zusammen mit den Außenleitern der abgeschirmten Kabel zwischen den Geräten Erdschleifen, die die Datenübertragung stören konnten. Netzwerkverbindungen für große Entfernungen enthalten heute Trenntransformatoren (Ethernet-„Magnetics“). Im USB-Kabel wird differentielle Signalübertragung angewandt, um mögliche Störungen der durch Betriebsspannungs- und Masseverbindung sowie die Schirmung entstehenden Erdschleifen zu verringern.

### Sensoren
In Maschinen und Anlagen treten Erdschleifen häufig bei über Koaxialleitungen angeschlossenen Sensoren auf, wenn diese zugleich an verschiedenen Stellen am Schutzleiter oder dem Chassis der Maschine angeschlossen sind. Abhilfe schaffen differentielle, erdfreie Eingänge (siehe pseudo-differentielle Signalübertragung) oder das Auflegen des Schirmes nur an einem Ende der Kabelverbindung.

### Leiterplatten, Schaltnetzteile
Bei Leiterplatten und Geräteverdrahtungen treten zwei einander gegensätzliche Anforderungen auf:
- die möglichst induktionsarme Ausbildung der Masseverbindungen (Massefläche)
- die Vermeidung von Erdschleifen durch Sternpunkterdung: Alle Masseanschlüsse treffen sich in nur einem Punkt.

Diese einander ausschließenden Forderungen werden je nach Baugruppe bzw. Gerät unterschiedlich gehandhabt:
- Bei Motherboards und oft auch bei Schaltnetzteilen verwendet man eine geschlossene Massefläche als separate Ebene (Layer)
- Treten analoge und digitale Signale gemischt auf, werden getrennte Masseflächen verwendet, die nur an einem Punkt zusammengeschlossen sind
- bei Niederfrequenzgeräten (Verstärker) kann man weitgehend Sternpunkterdung anwenden und gegebenenfalls Teilbereiche mit einer Massefläche belegen, die jedoch nicht von großen Strömen (Gleichrichter, Ausgänge) durchflossen werden darf.

### Telefon- und Nachrichtentechnik
Versuche im 19. Jahrhundert, Telefongespräche unsymmetrisch (d. h. mit nur einer Leitung und mit der Erde als Gegenpol) zu übertragen, blieben auf wenige Kilometer beschränkt – zu groß wurden die Störungen. Seitdem war in der Nachrichtentechnik bekannt, dass die Übertragung von Signalen über große Entfernungen nur möglich ist, wenn ein Referenzsignal als zweite Leitung mitgeführt wird und diese Masse auch unberührt und ungenutzt von weiteren Signalen bleibt. Dieses Prinzip wird als „differentielle Signalübertragung“ bezeichnet.

## Gegenmaßnahmen

### Vermeidung einer Schleife
Bei Geräten mit Schutzisolierung treten keine Erdschleifen auf, da in diesem Fall kein Schutzleiter mitgeführt und mit dem Gehäuse verbunden wird. Daher sind viele Audio-Geräte schutzisoliert und besitzen keine Verbindung zum Schutzleiter, auch wenn es sich um Metallgehäuse handelt. Eine Masseverbindung zwischen den Geräten besteht dann nur in Form des Schirmes der Signalleitungen. Sobald jedoch die Geräte durch mehrere Signalmasse-Wege verbunden sind, liegen auch hier Erdschleifen vor.
Daher wird unter anderem bei professionellen Audiogeräten die Symmetrische Signalübertragung angewendet. Eventuell auftretende Ausgleichsströme werden hierbei vom Nutzsignal ferngehalten und Unterschiede im Pegel der Signalmassen zwischen verschiedenen Geräten verursachen keine Probleme. Die Masse hat dann nur noch eine Schirmwirkung; Spannungsabfälle auf ihr gelangen nicht auf das Signal. Oft werden in Audioanlagen auch Übertrager eingefügt, welche die Signalmassen untereinander entkoppeln.
Tontechnische Geräte verfügen gelegentlich über einen sogenannten Groundlift-Schalter, der die Verbindung zwischen dem Schutzleiteranschluss des Gerätes und der Signalmasse im Gerät unterbricht. Eine möglicherweise existierende Brummschleife wird dadurch aufgehoben, während sich die Empfindlichkeit gegenüber Funkeinstrahlungen und anderen kapazitiven Störeinflüssen erhöht. Abhilfe kann alternativ ein zwischen Signalmasse eines Gerätes und dessen Schutzleiter bzw. Gehäuse geschalteter Kondensator (mit etwa 0,1 µF) schaffen: Der Kondensator wirkt gegenüber dem Brummstrom als Widerstand, gewährleistet jedoch weiterhin die Abschirmwirkung des Gehäuses gegenüber höherfrequenten Störungen.
Voraussetzung für beide Maßnahmen (Groundlift-Schalter oder Kondensator) ist eine sogenannte sichere Trennung zwischen netzspannungsführenden Teilen einerseits und Audiosignalen im Niederspannungs-Bereich andererseits: Die Geräte müssen die Anforderungen an eine Schutzkleinspannung (PELV – Protective Extra Low Voltage) erfüllen.
Die Trennung der Masseverbindungen darf nicht durch das Unterbrechen der Schutzkontakte des Netzanschlusses von Schutzklasse-I-Geräten erfolgen: Dadurch würde die Schutzfunktion (Schutzerdung) aufgehoben, was im Fehlerfall zu lebensgefährlichen Spannungen an den Gerätegehäusen führen kann.

### Verringerung der Ausgleichsströme
Bei Geräten, deren Signalmasse mit dem Schutzleiter verbunden ist (Antennen- oder Kabelanlagen, Computer) sind Erdschleifen unvermeidbar. Hier helfen oft Mantelstromfilter, Trennübertrager oder optische Datenübertragungsverfahren. Für hochfrequente Nutzsignale und niederfrequente Störsignale, z. B. auf Antennenleitungen, kann es genügen, den Außen- und Innenleiter oder auch nur den Außenleiter der Antennenleitung mithilfe eines Kondensators galvanisch zu unterbrechen. Hochfrequente Nutzsignale werden dann kapazitiv übertragen. Für niederfrequente Störsignale ist die Brummschleife unterbrochen. Entsprechende Zwischenstecker werden gelegentlich als Mantelstromfilter bezeichnet, sie verringern jedoch nur niederfrequente Mantelströme.

### Verringerung von Einstreuungen
Die zwischen Signalleitungen eingeschlossene induktiv wirksame Fläche sollte gering wie möglich gehalten werden. Dies geschieht durch die Verwendung von verdrillte Paarleitungen (Twisted Pair) oder Koaxialleitungen.
Die Quelle der Störfelder kann oft nicht beseitigt werden, die Auswirkungen können jedoch im Fall von Transformatoren oder Vorschaltdrosseln z. B. durch deren Lageveränderung verringert werden. Magnetische Abschirmungen um die Quelle können ebenfalls helfen, sind aber für niederfrequente Magnetfelder kostenintensiv und finden sich daher meist nur in Tonbandgeräten oder Plattenspielern.
Gleichmäßig bewickelte Ringkerntransformatoren führen zu geringeren magnetischen Streufeldern als konventionelle Transformatoren anderer Bauart.

### Verringerung des Widerstandes eines Teils der Schleife
Der in der Brummschleife umlaufende Störstrom beeinflusst das Nutzsignal dann, wenn er mindestens zum Teil in der gleichen Leitungsverbindung wie das Nutzsignal fließt. In der Regel fließt er dabei in der Verbindung der Signalmassen zweier Geräte. Da die Signalmasse den Bezugspunkt für die Übertragung des Nutzsignals von einem Gerät zum anderen darstellt, wird jeder Unterschied des Bezugspunktes zwischen den Geräten als Störsignal in Erscheinung treten.
Je geringer der elektrische Widerstand der Masseverbindung zwischen den Geräten, desto geringer Potentialunterschied und Störstrom. Erreicht wird dies durch Kabel und Steckverbindungen mit geringem Widerstand (hoher Querschnitt der Schirme, geringer Kontakt-Übergangswiderstand), also etwa durch Erhöhung des Querschnitts der Masseverbindungen. Manche Geräte besitzen Masseschrauben, um zusätzliche Masserverbindungen herzustellen. Dann bleibt zwar der Ausgleichstrom erhalten (oder steigt möglicherweise an), der Spannungsabfall verschiebt sich jedoch auf Bereiche der Schleife, die keine Signalmasse führen.

### Trennung des Signalweges von der Schleife
Bessere Ergebnisse lassen sich erzielen, wenn die Störströme gar nicht über die Signalmasse fließen. Über die Kabelabschirmung fließen dann zwar eventuell Störströme, die Signalmasse wird innerhalb dieser Abschirmung jedoch separat geführt. Voraussetzung hierfür ist die galvanische Trennung der Signalmasse von der Schirmmasse wie beim Messgerätestecker der Nachrichtentechnik. Beide sind höchstens an einem einzigen Punkt verbunden.
Gleichwertig damit ist die symmetrische Signalübertragung, hier wird keine Signalmasseverbindung benötigt – das Signal ist die Differenzspannung zwischen zwei gegenphasigen Signalen. Zusätzlich heben sich bei dieser Lösung daher auch kapazitive Einkopplungen auf – sie wirken auf beide gegenphasige Signalleitungen gleichartig und haben keinen Einfluss auf die Differenzspannung.

### Digitale und optische Verbindungen
Digitale Verbindungen, bei denen die Tonsignale als binär codierte Pakete übertragen werden, eliminieren das Problem der Brummschleifen, da auf der Empfängerseite die digitalen Signale dekodiert werden müssen und der (analoge) Brumm-Anteil dabei nicht berücksichtigt wird. Der für die digitale Übertragung eingesetzte S/PDIF-Standard sieht verschiedene Kabeltypen vor. Bei den Koax- oder Klinken-Kabelverbindungen besteht bei schlechter Entkopplung auf der Empfängerseite weiterhin die Möglichkeit der Beeinflussung der analogen Teile der Signalverarbeitung. Eine vollständige Abhilfe schaffen optische TOSLINK-Kabel. Diese Lichtwellenleiter sind elektrisch nichtleitend und das optische Signal kann durch magnetische oder elektrische Felder nicht beeinflusst werden. Nachteilig sind die aufwendigen optischen Signalwandler.